# 秋

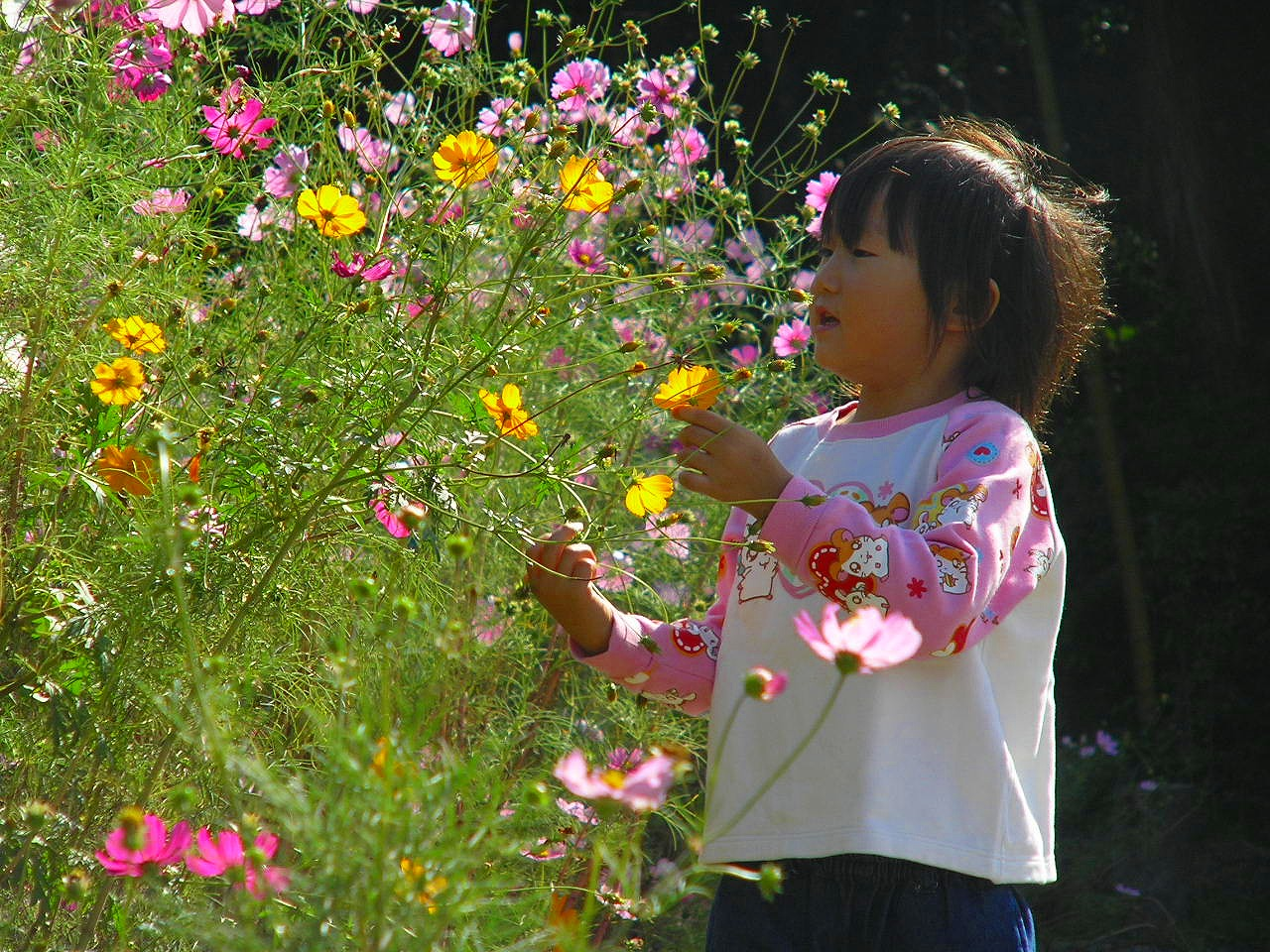
秋を代表する花、コスモス

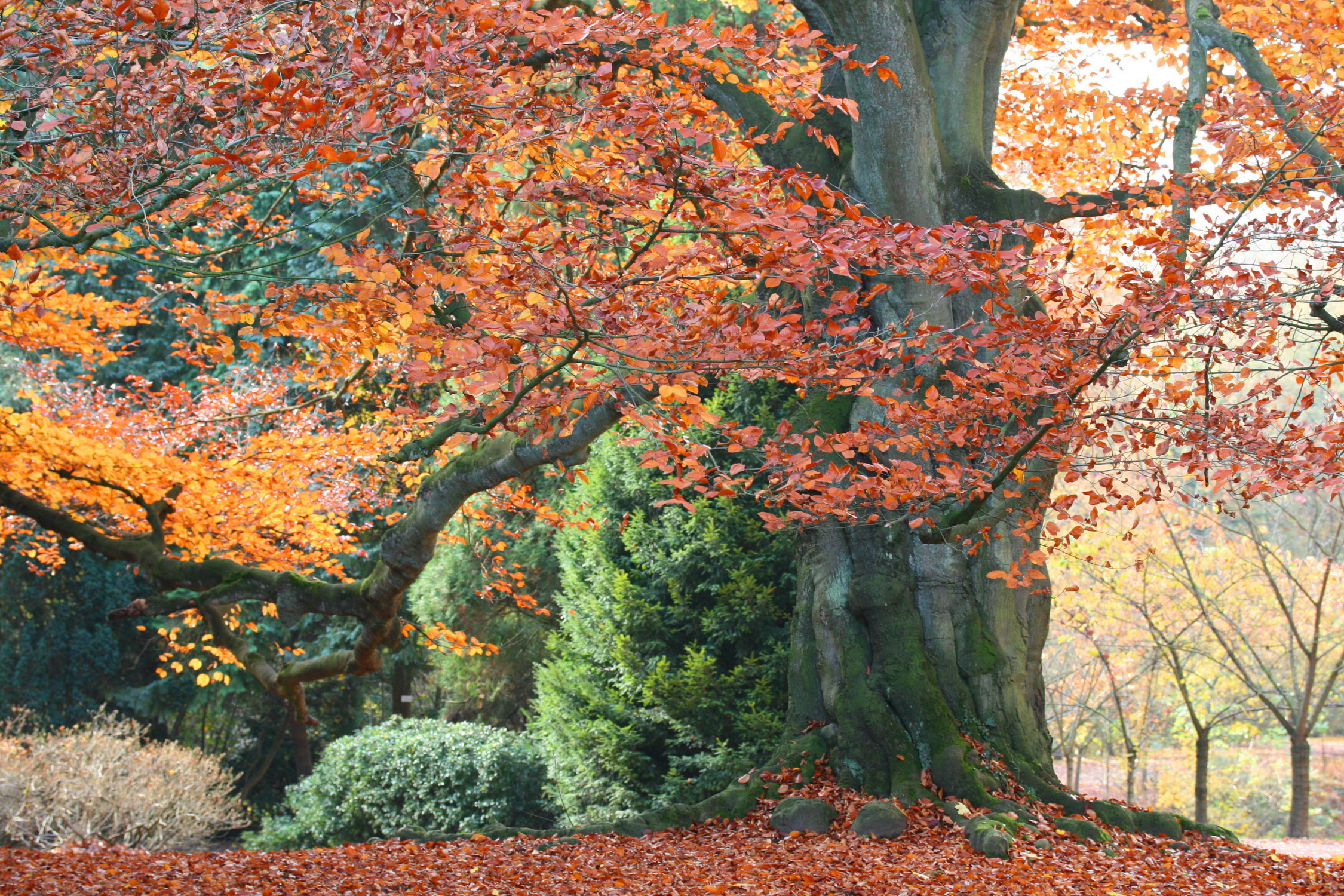
秋の木々

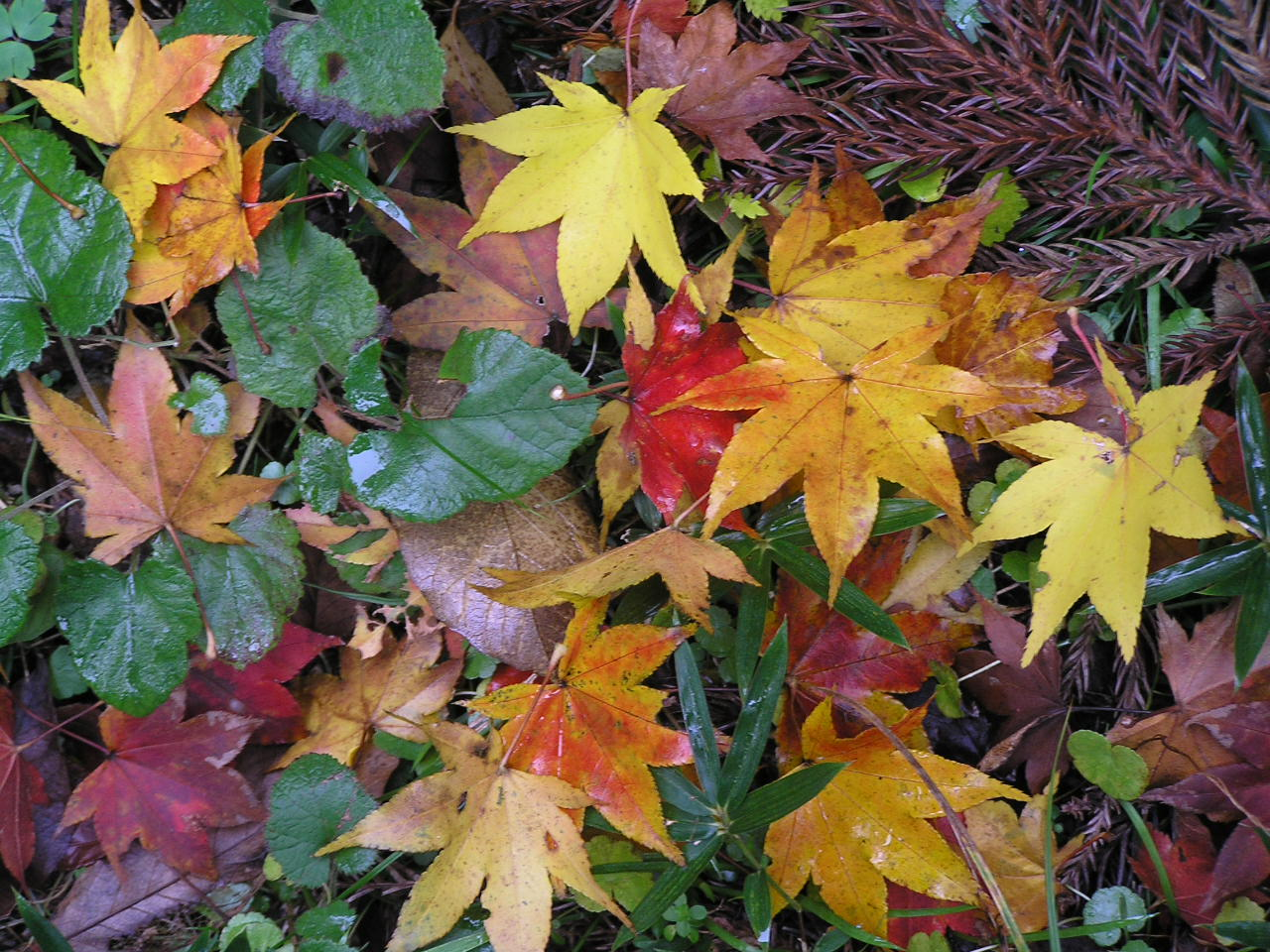
秋を彩る紅葉した落ち葉

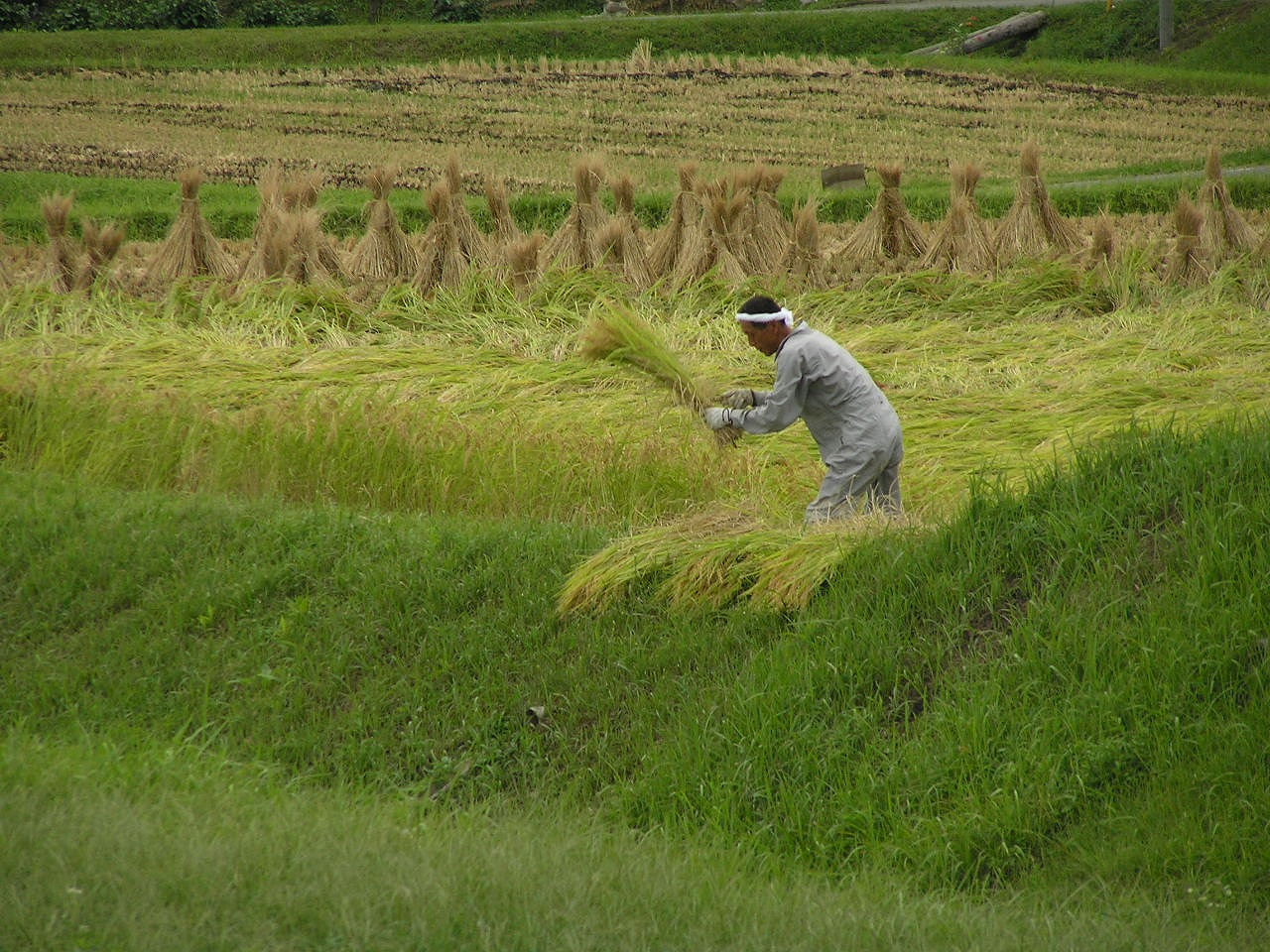
秋は稲の刈り入れの季節

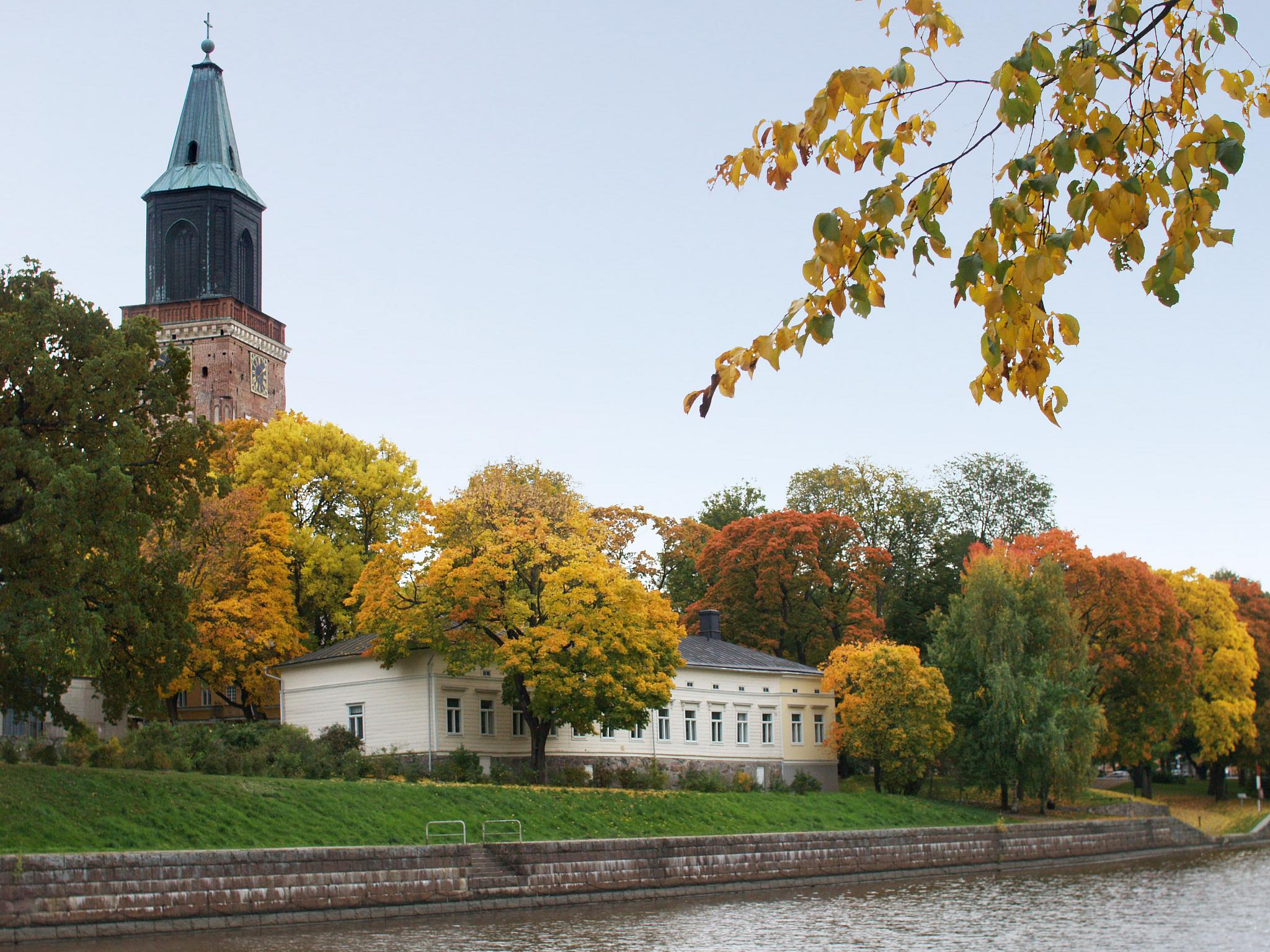
フィンランド、トゥルクのアウラ川沿いの秋の景色

秋（あき）とは、四季の1つであり夏の後、冬の前に位置する。
北半球ではグレゴリオ暦の1年の後半、南半球では1年の前半に秋がある。夏時間実施国では夏時間が終了し、時計の針を1時間戻すこととなる。
中緯度の温帯地方では広葉樹が葉を落とし、草が枯れるなど冬へと向かう季節である。稲などの穀物や果物が実る時期であり、成熟などを意味する。
このような日は10月を中心に前後の毎年9月から11月頃にかけて発生するから（ただし、年や地域によっては、8月・12月でも生じる場合もある）、この時期のあたりが秋の範囲に入る。

## 定義
| 分類         | 分類         | 春                      | 夏                    | 秋                    | 冬                     |
| ------------ | ------------ | ----------------------- | --------------------- | --------------------- | ---------------------- |
| 伝統的季節   | 暦月区切り   | 旧暦正月（新暦2月頃） - | 旧暦四月(新暦5月頃) - | 旧暦七月(新暦8月頃) - | 旧暦十月(新暦11月頃) - |
| 伝統的季節   | 節月区切り   | 立春(2/3頃) -           | 立夏(5/5頃) -         | 立秋(8/7頃) -         | 立冬(11/7頃) -         |
| 気象学的季節 | 気象学的季節 | 3月 -                   | 6月 -                 | 9月 -                 | 12月 -                 |
| 天文学的季節 | 天文学的季節 | 春分（3/20頃） -        | 夏至（6/21頃） -      | 秋分（9/22頃） -      | 冬至（12/22頃） -      |

北半球での定義には以下のようなものがある。南半球では半年ずれる。
- 社会通念・気象学では9月・10月・11月。
- 二十四節気に基づく節切りでは立秋から立冬 の前日まで。
- 旧暦（太陰暦）による月切りでは七月・八月・九月である[3]。
- 年度では10月・11月・12月。英語ではこの3か月をfall quarter（米）またはautumn quarter（英）という。
- 天文学上は秋分から冬至まで。ここでの「秋分」「冬至」は「秋分の日」「冬至の日」ではなく太陽黄経が180度、270度になった瞬間。
- 西洋では伝統的に、秋分（の日）から冬至（の日）の前日までとすることがある。
- 熱帯地方では「1年中夏」、極地では「1年中冬」とされ、秋がないとされることがある。
- 積雪や海の凍結がある地方では、その始まりを秋の終わりとすることがある。
- JRグループの臨時列車運行上の秋は、10・11月の2箇月間で、9月は夏に区分される[4]。
- 三秋
  - 初秋 立秋から白露の前日までの期間をいい、孟秋ともいう。
  - 仲秋 白露から寒露の前日までの期間をいう。
  - 晩秋 寒露から立冬の前日までの期間をいい、季秋ともいう。

## 日本の秋
日本では夏の暑さがやわらぎ過ごしやすい季節。日中は暑いが、朝晩に肌寒さを覚える。また、吹く風に爽やかさを感じる。夏の蝉は次第に鳴りをひそめ、赤とんぼの群れや、虫の声が耳にとまるようになる。夏休みが終わって新学期が始まり、運動会や文化祭がある。稲が黄金に色付き、栗、梨、葡萄などとりどりの果実が店頭を飾る。台風がしばしば日本を襲い、秋雨が長く続くこともあるが、晴れた空は高く澄み渡り俗に「天高く馬肥ゆる秋」ともいわれる。夜が長くなり、月や星を賞でたり、読書や夜なべにいそしんだりする。朝寒夜寒が段々とつのって、昼夜の温度差が大きくなり、野の草には露が置き、木々は紅葉してくる。色付いた葉が散りはじめると、重ね着が増え、暖房が入り、秋も終わりに近づく。

### 自然

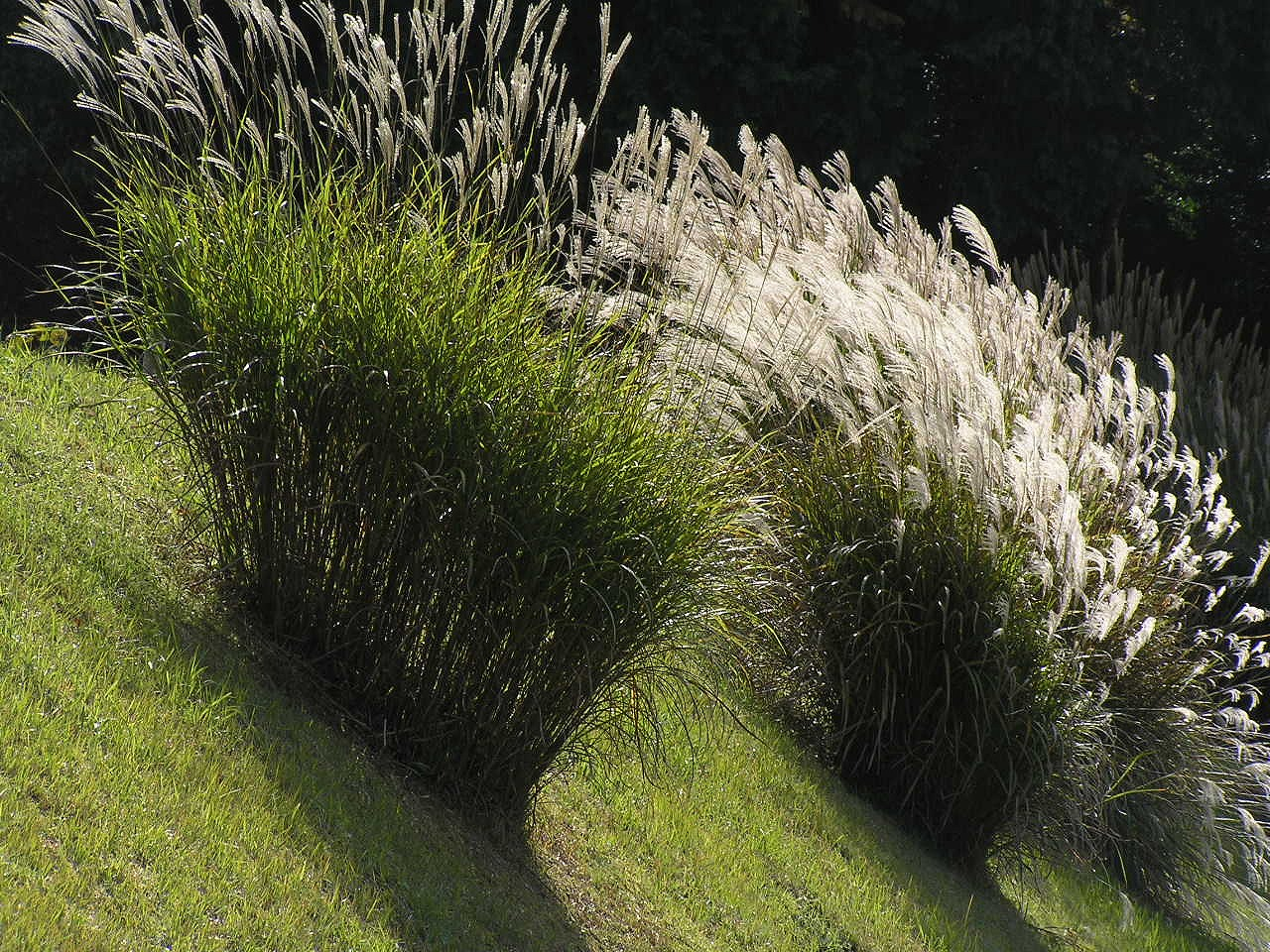
秋の風物、斜陽を浴びるススキの穂波

秋は春と肩を並べるにぎやかな季節である。様々な花が咲き、果実が生じる。これは夏ほど暑くなく好適な気温の季節であること、それに冬を迎えるために多年生の生物は冬を越す準備を、そうでないものは往々にして生活史の終結を迎えなければならないためである。空気は晩秋へ向かうほどに透明度を増し、斜陽が独自の陰影を作る。

#### 植物
秋の花としては秋の七草が有名である。園芸植物では菊が代表格であり、野草では彼岸花、コスモス、芒などが秋を代表する草花として知られる。また、果実が生産されるのも目を引く。冬への準備としては落葉やそれに先立つ紅葉、冬芽、休眠芽や球根、根茎の形成などがある。

#### 動物
ほ乳類の場合、秋は冬への準備として、栄養を蓄積しなければならない時期である。植物における果実、あるいはキノコの生産はこれを支えるものとなっている。動物はこれによって皮下脂肪を蓄積する。「天高く馬肥ゆる秋」もこれにちなむものと考えられる。秋の果実の生産が少ないとこれらの動物の冬期における死亡率が高くなる。クマが人里に出る年は、その前の秋に果実が不作であった年である。また、大型ほ乳類では往々にして秋から冬が繁殖期である。これはこの時期に妊娠が始まる。

#### 気象

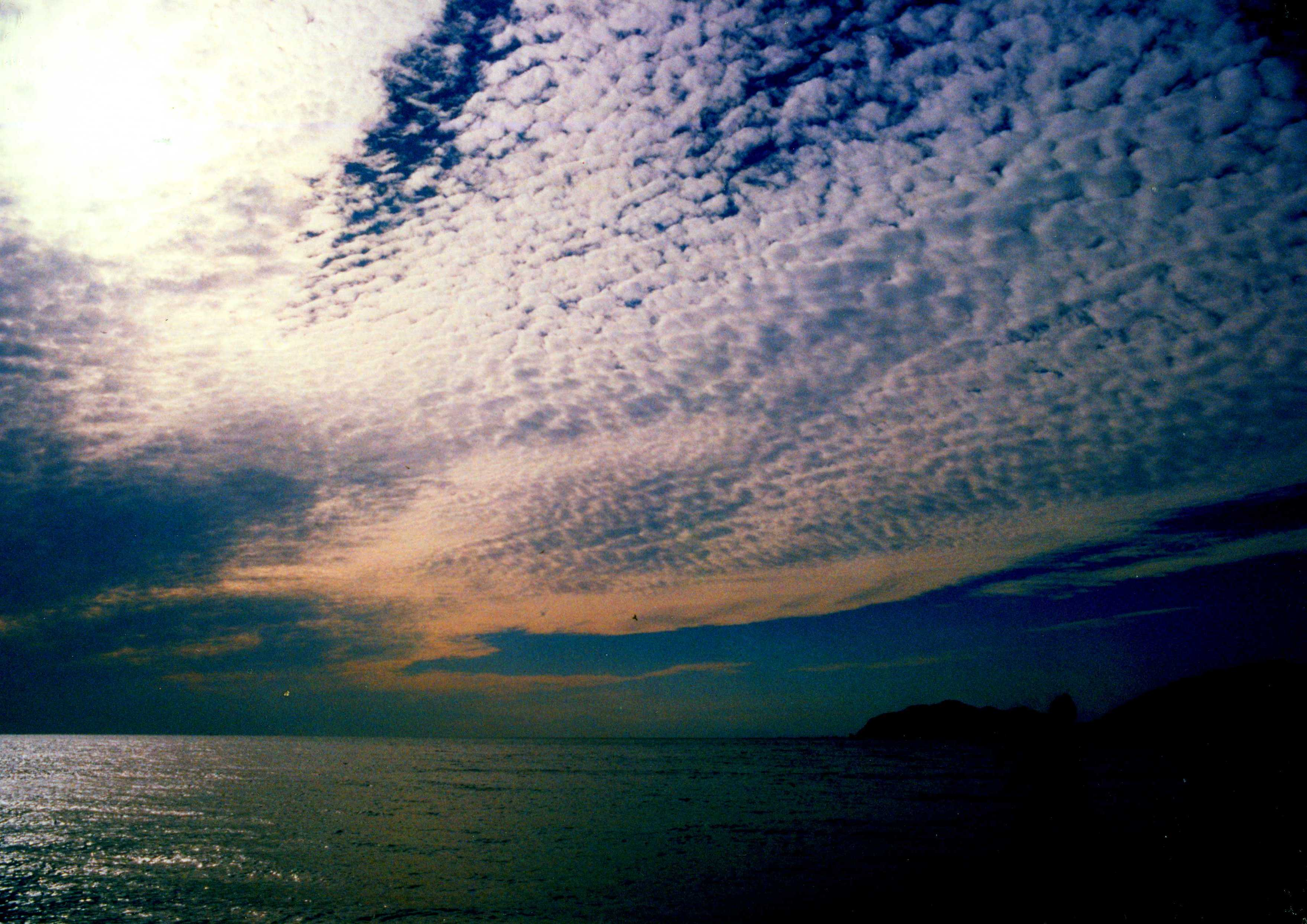
秋に発生するいわし雲（煙樹ヶ浜）

秋が深まるにつれ、夏の高い湿度から解放され、大陸の乾燥した空気が、日本を覆う。大陸育ちの秋の移動性高気圧は、青や紫など波長が短い光を強く散乱する分子（酸素分子や窒素分子）を多く含み、空は青さを増す。雲は低い高度から湧き上がる入道雲に代わり、高い高度にできる積雲やいわし雲（巻積雲）など秋特有の雲が多くなり、空が高く見えるようになる。中国の諺である「天高く馬肥ゆる秋」の表現がしばしば使われる。

#### 天文
天文における秋の夜空は、一等星を持つ星座は一つ（みなみのうお座のフォーマルハウトだけ）しかないため、他の季節と比較して物寂しい印象を受ける。しかしながら、秋の夜空は天体観測、天体観望に適しており、年中を通して黄砂、天の川、その他の影響が少ないため、暗い星も含め、澄み切って見える。また、ギリシア神話で知られる英雄ペルセウスの冒険にまつわる星座が多い。
日本では旧暦8月15日の月を中秋の名月と呼び、月見の行事が行われる。

### 行事
初秋は夏からの残暑が厳しいが次第に気温が下がり始める。気候がよく過ごしやすいことから、秋祭りや運動会などの行事も多く開かれ、たいへん賑やかな季節でもある。「食欲の」「スポーツの」「読書の」「芸術の」など、さまざまな言葉が冠される。
- スポーツの秋
  - 運動会（体育祭、体育大会） - 祝日「スポーツの日」（旧・体育の日）があり、その前後に多くの学校で運動会や体育祭、体育大会が開かれる。校内と地区ブロック内の年2回する学校は春と秋に実施することが多い。
- 文化（読書、芸術）の秋
  - 学芸会
  - 文化祭
  - 音楽会
  - 大学祭 - 多くの大学で秋に行われる。
- 衣替え
- 七夕（旧）
- 中元（旧）
- お盆（旧）
- 月見
  - 十五夜、中秋の名月 : 旧暦八月十五日。
  - 十三夜、後の月見 : 旧暦九月十三日。
- 秋彼岸
- 重陽
- 紅葉狩り
- 菊人形

## 中国大陸の秋
中国では旧暦8月15日の中秋節に親族一同が会して月餅を食べる風習がある。月餅は小麦粉を練った皮で木の実入りの餡を包み、満月の形にしてから天火で焼いたものである。月餅の表面にはウサギなどの絵柄を焼印する。月見の行事は唐の時代には既にあり、高楼で月を眺めながら酒食を楽しむ風習が存在し、元や明の時代には月は祀られる存在になった。月餅が食べる風習は明の時代からといわれている。

## 朝鮮半島の秋
韓国でも旧暦8月15日の秋夕に親族一同が会して松餅を食べる風習がある。一般的な松餅は小豆餡や白胡麻などを包んだ親指ほどの大きさの団子餅で松葉を敷いて蒸したものである。また、韓国には秋夕に新穀や新果を祖先にお供えしたり墓参りをする風習がある。

## 言葉

### 文字
- 「秋」という漢字は、甲骨文字にも見られる「𬟏」と隷定される文字に由来する。これは秋に発生する害虫の一種を象る象形文字である[7]。のち「𬟏」に「火」と「禾」を加えて「𪛁」の字体となり、そこから「𬟏」が省略されて「秋」の字体となった。

### 別名
- 高秋（コウシュウ：空が高く澄みわたる秋）
- 素秋・白秋（ソシュウ・ハクシュウ：五行思想で秋＝金＝白より）
- 白帝（ハクテイ：秋を掌る神のこと）
- 金秋（キンシュウ：秋＝金）
- 三秋（サンシュウ：初秋、仲秋、晩秋の三つの秋）
- 九秋（秋の九十日間＝三か月のこと）

などがある。

### ことわざ
- 天高く馬肥ゆる秋（四字熟語の「天高馬肥」もしくは「秋高馬肥」、あるいは六字熟語の「天高馬肥之節」（秋に匈奴が漢に侵入・略奪してくる故事に由来）を借用したもの）
- 秋風が吹く
- 秋を吹かす
- 一日三秋
- 一日千秋
- 一刻千秋
- 千秋晩成
- 春秋の争い
- 春秋に富む
- 春秋高し
- 物言えば唇寒し秋の風
- 一葉落ちて天下の秋を知る
- 秋の夜と男の心は七度変わる
- 暑さ寒さも彼岸まで
- 女心と秋の空（関連：「男心と春の空」）
- 秋の日は釣瓶（つるべ）落とし：日がどんどん短くなっていく実感がこもる
- 秋茄子は嫁に食わすな、秋サバは嫁に食わすな

「秋ナス-」は、ナスは身体を冷やすから食べさせるなと言う意味と、うまいものだから嫁に食わせるのはもったいないという意味と二通り伝えられている。また、元来は嫁ではなく夜目であり、ネズミを指したとの説もある。
- 秋の扇
- 秋の鹿は笛に寄る
- 柿が赤らむと医者が青くなる、サンマが出るとあんまが引込む

いずれも旬のおいしいものを食べると健康になるという意味

### 和歌
小倉百人一首より
- 秋の田の かりほの庵の 苫をあらみ わが衣手は 露にぬれつつ（第1番：天智天皇）

（解釈） 秋、田に実った稲の穂を刈る季節――田の側の掘っ建て小屋は屋根の苫の目が荒いから、私の袖は落ちてくる露でぬれ続けていることだよ。
- 奥山に 紅葉踏み分け 鳴く鹿の 声聞く時ぞ 秋は悲しき（第5番：猿丸大夫）

（解釈） 山の奥深くで、積もったもみじを踏み分けて妻を恋い慕って憐れに鳴いている鹿の声を聞くときには、何にもまして秋が悲しく感じられる。
- み吉野の 山の秋風 さ夜更けて ふるさと寒く 衣打つなり（第94番：参議雅経）

（解釈） 吉野の山から冷たい秋風が吹き降ろし、夜も更けて、かつて都であったこの吉野の里は更に寒くなり、砧で衣を打つ音が寒々と聞こえてくることだよ。

#### 三夕
三夕（さんせき）とは、下の句が「秋の夕暮れ」で終わる有名な三首の和歌のこと。
- 寂しさは その色としも なかりけり 槙立つ山の 秋の夕暮れ （寂蓮法師）
- 心なき 身にもあはれは 知られけり 鴫立つ沢の 秋の夕暮れ （西行法師）
- 見渡せば 花も紅葉も なかりけり 浦の苫屋の 秋の夕暮れ （藤原定家）

### 季語
秋の季語については秋の季語を参照のこと。
秋を含む季語には次のような物がある。

#### 夏
- 麦秋
- 秋近し
- 秋を待つ
- 夜の秋

#### 秋
- 仲秋
- 行秋
- 秋めく

### 実りの秋
実りの秋から転じて、季節に関わらず収穫時期を秋と呼ぶことがある。
- 麦秋（ばくしゅう）：麦の穂が色づく初夏を指す。
- 南国高知では盛夏8月に早場米の取り入れをするが、炎天下の稲刈り作業も『アキ』と呼ばれる。

### 比喩表現
日本プロ野球等の春秋制のスポーツでは、優勝・プレーオフ進出の可能性が消滅または絶望的となったチームや、そのシーズン限りでの解雇が濃厚な選手のことを「秋風」などと表現することがある。

## 秋を題材にした作品

### 文学
- 芥川龍之介：『秋』
- 大岡信：詩集「秋をたたむ紐」
- ボリス・パステルナーク：詩「秋」（『ドクトル・ジバゴ』の「ジバゴの詩集」）
- アレクサンドル・プーシュキン：詩「秋」（詩劇『エヴゲーニー・オネーギン』第7章29、未完詩「秋」）

### 音楽

#### クラシック
- ヴィヴァルディ：協奏曲集『四季』 - 「秋」
- ピアソラ：『ブエノスアイレスの四季』 - 「ブエノスアイレスの秋」
- 武満徹：「ア・ストリング・アラウンド・オータム」（大岡信「秋をたたむ紐」が題材）「ノヴェンバー・ステップス」「秋」「秋庭歌一具」
- 細井博之 : 「ヴァイオリンとピアノのためのロンド『秋』」

#### 童謡・唱歌
- 『ちいさい秋みつけた』（作詞：サトウハチロー 作曲：中田喜直）
- 『もみじ』（作詞：高野辰之 作曲：岡野貞一）
- 『まっかな秋』（作詞：薩摩忠 作曲：小林秀雄）
- 『夕焼け小焼け』（作詞：中村雨紅 作曲：草川信）
- 『赤とんぼ』（作詞：三木露風 作曲：山田耕筰）
- 『里の秋』（作詞：斎藤信夫 作曲：海沼實)
- 『虫のこえ』（作詞・作曲：不詳）
- 『どんぐりころころ』（作詞：青木存義 作曲：梁田貞）
- 『秋の子』（作詞：サトウハチロー 作曲：末広恭雄）
- 『村祭り』（作詞：葛原しげる 作曲:南能衛）
- 『秋の月』（作詞・作曲：瀧廉太郎）[9]　『月』とも言う。組歌「四季」の一曲。[10]

### 絵画
- 雪舟：『秋冬山水図』（秋景）
- 酒井抱一：『夏秋草図屏風』
- 黒田清輝：『秋景色』

### ゲーム
- 東方風神録 ～ Mountain of Faith.